# ルーファスの収集品
『ルーファスの収集品』（ルーファスのコレクション）は、阿南まゆきによる日本のホラー漫画。『ちゃおDXホラー』2012年秋号にて連載され、以降シリーズ化された。全1巻。

## 収録作品
- ルーファスの収集品
  - 悪魔のキスは血の香り（『ちゃおデラックスホラー』2012年秋号）
  - 悪魔はバラの音色がお好き（『ちゃおデラックスホラー』2013年春号）
  - 悪魔は火の蝶をまとう（『ちゃおデラックスホラー』2013年夏号）
  - わがまま女王と悪魔の時計（『ちゃおデラックスホラー』2014年冬号）
  - 悪魔は世界を救う（単行本描き下ろし）
- 併録：わたしのありえ騎士（ナイト）（『ちゃおデラックス』2009年春の超大増刊）

## あらすじ
悪魔のルーファスが、旅商人として様々な人間達に世にも珍しい商品を差し出し、人間の黒い心臓を収集していく物語。

## 登場人物
ルーファス・ベリアル
主人公。人間の黒い心臓を何より好む悪魔。
旅商人に姿を変え、世にも珍しい商品で人間を誘惑して、黒く染まった心臓を収集。他の人間に自在に変身することも可能。「悪魔のキスは血の香り」ではビクトリア、「悪魔はバラの音色がお好き」ではクリスティーヌに変身していた。
飄々とした性格で悪魔らしい恐ろしさも見せ、黒くならない心臓を持つ善人（ルーファス曰く「良い子ちゃん」）を嫌うがいたずらに殺したりはしないとある種の良識も見られる。

### ゲストキャラクター

#### 悪魔のキスは血の香り
エミリー
ポルタ島の実力者の父を持つお嬢様。父の権力をいいように使い、些細な理由をつけて誰かを踏みつけることが大好きなサディスト。友人のジェシカとサンドラのこともいつも見下している。
自分に反感を向けたビクトリアのことを気に入らず、ルーファスと契約して彼女を陥れる。当初はルーファスを父が連れてきた便利屋と勘違いしていたが、正体を現したルーファスに黒い心臓を奪われると同時に魂を絨毯に変えられ、自分が他人に踏まれるという屈辱を味わう。
ビクトリア
体が弱く、気候と潮風の良いポルタ島に引っ越してきた少女。おしとやかな性格で、強い正義感を持ち合わせている。
実は王族の家系であり、遠いが王位継承権も持っている。そのためポルタ島の実力者であるエミリーの父でさえも彼女に手出しはできなかった。
当初はエミリーと仲良くしようとしていたが、エミリーの本性を知って失望、彼女にいじめられる者達に救いの手を差し伸べる。だが、エミリーの策略でビクトリアに変身したルーファスによるデマ動画によって周囲から白い目を向けられてしまい、彼女に踏みつけられ病院へ運ばれたが、後に退院する。ルーファスによれば、エミリーのことは恨んでおらず、いじめられてる人の気持ちがより理解したと感謝しているとのことだが、ルーファスからは嫌がられた。
ジェシカ、サンドラ
エミリーの友人達。
エミリーから見下されながらも、彼女には逆らえない状態だった。しかしビクトリアと出会い、彼女の人柄の良さを知ってからは、エミリーから離れて彼女と仲良くなる。

#### 悪魔はバラの音色がお好き
マリア
オペラ座の看板女優。
幼少の頃、祖母と観に行ったオペラに魅了され、オペラ歌手を目指すようになった。家は貧しかったものの、祖母からは人を妬まず、努力するように教えられ、その言葉通りに努力を積み重ねてきた。
自身がオペラ歌手を目指すきっかけとなった舞台「たそがれの乙女」の主役に選ばれるものの、新人女優のクリスティーヌに主役の座を奪われ思い悩んでいた時、ルーファスから「美声のバラの種」を与えられ、その力で主役に返り咲く。
しかし本番で観客がクリスティーヌに目を向けるために彼女への強い妬みでバラの種が発芽し、身体中にバラが咲き誇り、命を落とした。
クリスティーヌ
オペラ座の新人女優。
マリアをも越える美しい歌声の持ち主で、その歌声でマリアから「たそがれの乙女」の主役の座を奪う。後に「美声のバラの種」を使ったマリアに主役の座を奪い返されるが、それでも抜群の歌声で観客達の注目を浴びた。
しかしその正体はマリアの声を手に入れるために変身したルーファスだった。
ソフィ
オペラ座の女優の一人。
自分に才能がないと思い悩み、マリアに相談するも聞き入れてもらえず、自殺する。

#### 悪魔は火の蝶をまとう
テッサ
ある屋敷に住むお嬢様。1年前、火の十字のジャックに屋敷を放火されて両親を亡くし、辛うじて生き残った自分は顔にひどい火傷を負ってしまう。
ある日、宿を探していたルーファスを一晩屋敷に泊め、そのお礼として「火蝶軟膏」を受け取る。その軟膏を服用後、ルーファスに抑制剤を飲まされたことにより、自身が負った火傷が完治すると同時に火の十字のジャックの正体を思い出した。
ジャックによって再び屋敷を放火されたものの、火蝶軟膏の副作用で火蝶と化したジャックの脅威が去った。しかし今度はルーファスに狙われるが、ベルの支えにより、心臓は黒くならなかったため、ルーファスから「良い子ちゃん」と皮肉られながらも、興味を失われたために収集されずに済み、最後は焼け落ちていく屋敷をベルと共に脱出した。
コミックス描き下ろしストーリーで再登場し、ルーファスの一件から心身ともに回復して立ち直り、ベルと暮らしている模様。とある町中で行き場のないヴィヴィを見つけ、引き取った。
ベル
テッサに仕えるメイド。
誰よりもテッサのことを大切に思う献身的で優しい性格の持ち主。裁縫は苦手ながらもテッサのためにベールを縫ったり、火の十字のジャックやルーファスから身を挺して彼女を守った。最後は焼け落ちていく屋敷をテッサと共に脱出した。
コミックス描き下ろしストーリーではルーファスの一件から立ち直ることができたテッサと共に再登場し、とある町中で行き場のないヴィヴィを見つけ、引き取った。
グレン
テッサに仕える執事。その正体は100の家を焼き、300人の死人を出して指名手配された放火魔「火の十字のジャック」。
1年前、テッサの屋敷を放火し、彼女の両親を焼き殺した上、火傷を負わせた張本人であり、特徴とされる顔の十字傷は特殊なマスクで隠していた。
テッサに正体を知られぬよう毎晩記憶を封印する特別な薬を飲ませていたが、火蝶軟膏とルーファスから与えられた抑制剤で薬を服用しなかった彼女に正体を知られ、テッサとベルに襲いかかる。しかし抑制剤を飲まずに火蝶軟膏を使ったために、副作用で自身が火蝶そのものと化し、ルーファスに連れていかれた。

#### わがまま女王と悪魔の時計
スカーレット
15歳でメルドール国の若き女王となり、国民からは「メルドールの花」と呼ばれている。
幼少時代にアランと出会い、優しい女王様になる約束をしたが、時が経つにつれ、気に入らない者は全て処刑にかけていく、非常にわがままな性格に変わってしまった。不満を募らせた民達によって反乱軍が結成され、隣国のパスティア国へ亡命しようと囲まれた時、ルーファスから「絵描きの巻き戻し時計」を与えられ、時を戻してパスティア国へ亡命する。時計代を要求してきたルーファスをナイフで刺すが、スカーレットの傍若無人ぶりを見かねた彼が悪魔の力を使って亡命前に時を戻したために地下牢に投獄されてしまう。
そして幼少の頃に出会ったアランと再会し、死に際に彼との幼い頃の約束を思い出しながら処刑されたが、壊れた巻き戻し時計によって絵の中に閉じ込められ、永遠に処刑の時の繰り返すようになった。
アラン
幼少時代にスカーレットと出会い、優しい女王様になってほしいと約束を交わした青年。
しかし傍若無人の女王となったスカーレットに父を殺されたことで反乱軍を結成する。スカーレットの処刑時には、処刑前に民達の前で謝罪してほしいと頼むが断られ、完全に変わってしまった彼女に対して「残念です」と言い、涙を流した。

#### 悪魔は世界を救う
ガブリエル
コミックス書き下ろしストーリーにて登場する天使。
日々人間達の醜い姿に絶望し、悪魔であるルーファスを毛嫌いする。神のご加護と呼ばれる特殊な結界で守られており、天使を触ることができる。
裏では封印された破壊神ゾマを復活させ、人間界を浄化させようと企み、ゾマを崇拝する教団で団員達からは「レイ様」と崇拝されている。自分に寄り添っていた天使の一人とヴィヴィを生贄にしてゾマ復活を企むが、ルーファスに阻止された。ヴィヴィの祈りによって神のご加護を失い、ルーファスの餌食となる。
ヴィヴィ
コミックス描き下ろしストーリーにて登場する少女。
何より純真無垢で心優しい性格の持ち主。心臓がピンク色であるため、ルーファスは心臓が黒くならないほどの純粋な心を持つ彼女を狙うことができなかった。
レイ様（ガブリエル）率いる教団により、ゾマ復活の生贄として塔に幽閉されていたが、偶然塔の近くで空を飛んでいたルーファスと出会い、彼を「あくまさん」と呼び慕う。
後にルーファスの手で教団が壊滅したことで晴れて自由の身となったその後、とある町に置き去りにされる形でルーファスから強引に別れを切り出されて一人泣いていたが、町中で出会ったテッサとベルに引き取られた。

## 作中に登場する商品
美声のバラの種
憎しみや妬み等の負の感情で、地獄に自生する「闇バラ」の種。それを飲むと世界一美しい声が出るようになる。
宿主の心が綺麗なままなら、種が成長することはないが、憎しみで満たされた時にその憎しみを吸い取り、一気に宿主の体内から発芽する。
火蝶軟膏
再生力が非常に高い上、点火すると永遠に燃え続ける「火蝶」から抽出された塗り薬。火蝶軟膏と同時に抑制剤を服用することで、蛹から蝶が孵るようにどんな傷も完全に治癒する。
しかし抑制剤を服用しなかった場合、副作用で使用者自身が火蝶そのものと化す。
抑制剤を服用する場合は他の薬を飲むことを禁じられており、それによってテッサは火の十字のジャックの正体を思い出した。
絵描きの巻き戻し時計
絵描きが気に入らない絵を上から塗り潰して描き直すように時を巻き戻し、人生をもう一度やり直すことができる。
時計の使用は一度きりで、壊れた時計を使ってしまうと一定の時を繰り返し、その繰り返す時が一枚の絵に封じ込められ、使用者は絵の中で永遠に同じ時を繰り返してしまう。

## 書誌情報
- 阿南まゆき 『ルーファスの収集品』 小学館〈ちゃおホラーコミックス〉、既刊1巻（2014年5月現在）
  1. 2014年4月30日発売 ISBN 978-4-09-136120-2